# Jaap Vegter
Jacob Cornelis (Jaap) Vegter (Voorburg, 21 juni 1932 - Den Haag, 14 januari 2003) was een Nederlands schrijver, cartoonist en striptekenaar.

## Biografie
Vegter volgde de middelbare school aan het Zandvliet Lyceum in Den Haag en studeerde aan de kunstacademie aldaar. Hij publiceerde vanaf 1967 strips met een sterk maatschappijkritisch gehalte. In de jaren zestig en zeventig verscheen zijn werk in Sekstant, het blad van de NVSH, en De Tijd. Vanaf 1977 had hij een vaste pagina in het weekblad Vrij Nederland, een strip over de linkse doctorandus Johan, zijn geëmancipeerde vriendin en haar puberende zoon waarin hij juist het eigen lezerspubliek van VN een spiegel voorhield. Deze één pagina lange strips verschenen later in verscheidene boekuitgaven. Vegter tekende ook enkele vervolgverhalen, zoals Jeroen en Jan-Bart. Hij overleed onverwacht in 2003 tijdens een opening van een tentoonstelling in het Haagse perscentrum Nieuwspoort.
In 2001 werd er in het Haags Historisch Museum een tentoonstelling aan zijn werk gewijd.  Vegter noemde zichzelf een "gereformeerde atheïst."

## Loopbaan
- In de jaren zestig en zeventig werkte hij bij De Tijd en Sekstant
- In 1977 kreeg hij een vaste plek in Vrij Nederland, tot aan zijn dood
- In 1979 won hij de Stripschapprijs